# Smith & Wesson M76
Het Smith & Wesson M76 machinepistool werd geproduceerd door Smith & Wesson van 1967 tot 1974. Het is een kopie van de Zweedse Carl Gustav m/45.